# Athani
Athani (en canarés: ಅಥಣಿ) es una ciudad de la India en el distrito de Belgaum, estado de Karnataka.

## Geografía
Se encuentra a una altitud de 573 m s. n. m. a 607 km de la capital estatal, Bangalore, en la zona horaria UTC +5:30.

## Demografía
Según estimación 2011 contaba con una población de 45 698 habitantes.